# Nutri-Score

Nutri-Score-Kennzeichnung (A) für höchste Nährwertqualität (mit Umrandung für helle Hintergründe)

Nutri-Score-Kennzeichnung (E) für niedrigste Nährwertqualität (ohne Umrandung)

Der Nutri-Score (zu französisch nutrition, von spätlateinisch nutritio ‚Ernährung‘, lateinisch nutrire ‚nähren‘ und englisch score ‚Auswertung‘, ‚Punktzahl‘) ist ein System zur Nährwertkennzeichnung von Lebensmitteln. Eine fünfstufige Farb- und Buchstabenskala soll einen Überblick über die Nährwertbewertung eines Produktes liefern. Ziel des Systems ist es, eine Orientierung beim Kauf von Lebensmitteln zu geben und dadurch das Bewusstsein hinsichtlich einer ausgewogenen Ernährung zu steigern.
Die Berechnung des Nutri-Scores erfolgt anhand der Vergabe von positiven (z. B. für Ballaststoffe und Proteine) und negativen (für höheren Energiegehalt, gesättigte Fettsäuren oder Natriumchlorid (Kochsalz)) Punkten, die dann zu einem finalen Score zwischen A und E führen. Die Berechnungsregeln sind für die allermeisten Lebensmittel dieselben. Das System soll laut Bundesministerium für Ernährung und Landwirtschaft insbesondere die Unterscheidung ähnlicher Lebensmittel innerhalb einer Produktgruppe erleichtern; ein produktgruppenübergreifender Vergleich (z. B. der Vergleich einer Tiefkühlpizza mit einem Vollkornbrot) ist aufgrund der Berechnungssystematik des Systems wenig sinnvoll, auch wenn die Berechnungsgrundlage zwischen diesen Lebensmitteln identisch ist.
Der Europäische Verbraucherverband, deutsche Verbraucherzentralen, Foodwatch und andere befürworten den Nutri-Score.
Das System wurde im Jahr 2016 von französischen Gesundheitsbehörden ins Leben gerufen. Die wissenschaftliche Grundlage lieferten Ernährungswissenschaftler aus Großbritannien und Frankreich. In Deutschland verpflichteten sich im Jahr 2019 unter anderem Bofrost, Danone, Iglo, McCain und Mestemacher freiwillig, den Nutri-Score auf ihren Verpackungen einzuführen. Am 9. Oktober 2020 stimmte der Bundesrat einer freiwilligen Nutzung des Nutri-Scores zu.
Die deutsche Tochter des US-Konzerns Pepsico mit den Marken Pepsi, 7Up, Rockstar, den Punica-Säften und Chips (Lay’s) kündigte im Oktober 2021 als erster Massenhersteller an, die Lebensmittelskala Nutri-Score ab April 2022 für sein komplettes Sortiment an Getränkemarken einzuführen.
Im Frühling 2024 gaben die Schweizer Anbieter Migros und Emmi AG bekannt, den Nutri-Score nicht mehr auf die eigenen Produkte aufzudrucken. Im Herbst 2024 gab Danone bekannt, in der Schweiz den Nutri-Score nicht mehr auf trinkbare Produkte anzubringen.

## Geschichte
Seit 2001 gab es in Frankreich mehrere Initiativen, die Qualität der Ernährung der Bevölkerung zu verbessern. Im Dezember 2015 verabschiedete die Nationalversammlung ein Gesetz zur Modernisierung des Gesundheitssystems, das erstmals eine Grundlage für eine einheitliche Kennzeichnung der Nährwerte von Lebensmitteln schuf. Zu diesem Zweck konsultierte die Gesundheitsbehörde Agence nationale de santé publique Ernährungswissenschaftler, Vertreter der Lebensmittelindustrie und Verbraucherschützer. Nach dem Vergleich mehrerer vorgeschlagener Verfahren fiel die Wahl im März 2016 auf den Nutri-Score. Eine landesweite Studie im Lebensmitteleinzelhandel ergab, dass die Kennzeichnung insbesondere im Hinblick auf Verständlichkeit am besten abschnitt. Der Nutri-Score basiert im Wesentlichen auf der Forschung von Serge Hercberg an der Universität Paris-Nord und auf den von Mike Rayner entwickelten Nährwertprofilen der britischen Food Standards Agency.
Die Verantwortlichen erwarteten weitreichende Auswirkungen auf die Rezepturen vieler Produkte. Jedoch lehnte die Lebensmittelindustrie den Nutri-Score zunächst ab. Wenige Wochen nach der offiziellen Anerkennung verpflichteten sich die Einzelhandelskonzerne Auchan, Intermarché, E.Leclerc und der Fleischwarenhersteller Fleury Michon, das System flächendeckend anzuwenden. 2018 kamen die ersten entsprechend gekennzeichneten Produkte in den Handel. Letztendlich sorgten Supermärkte und Discounter für eine flächendeckende Verbreitung des Nutri-Score in Frankreich. 2019 folgte Belgien dem Vorbild seines Nachbarlandes und führte den Nutri-Score ein. Spanien und Portugal haben sich ebenfalls dazu entschieden, das System einzuführen.

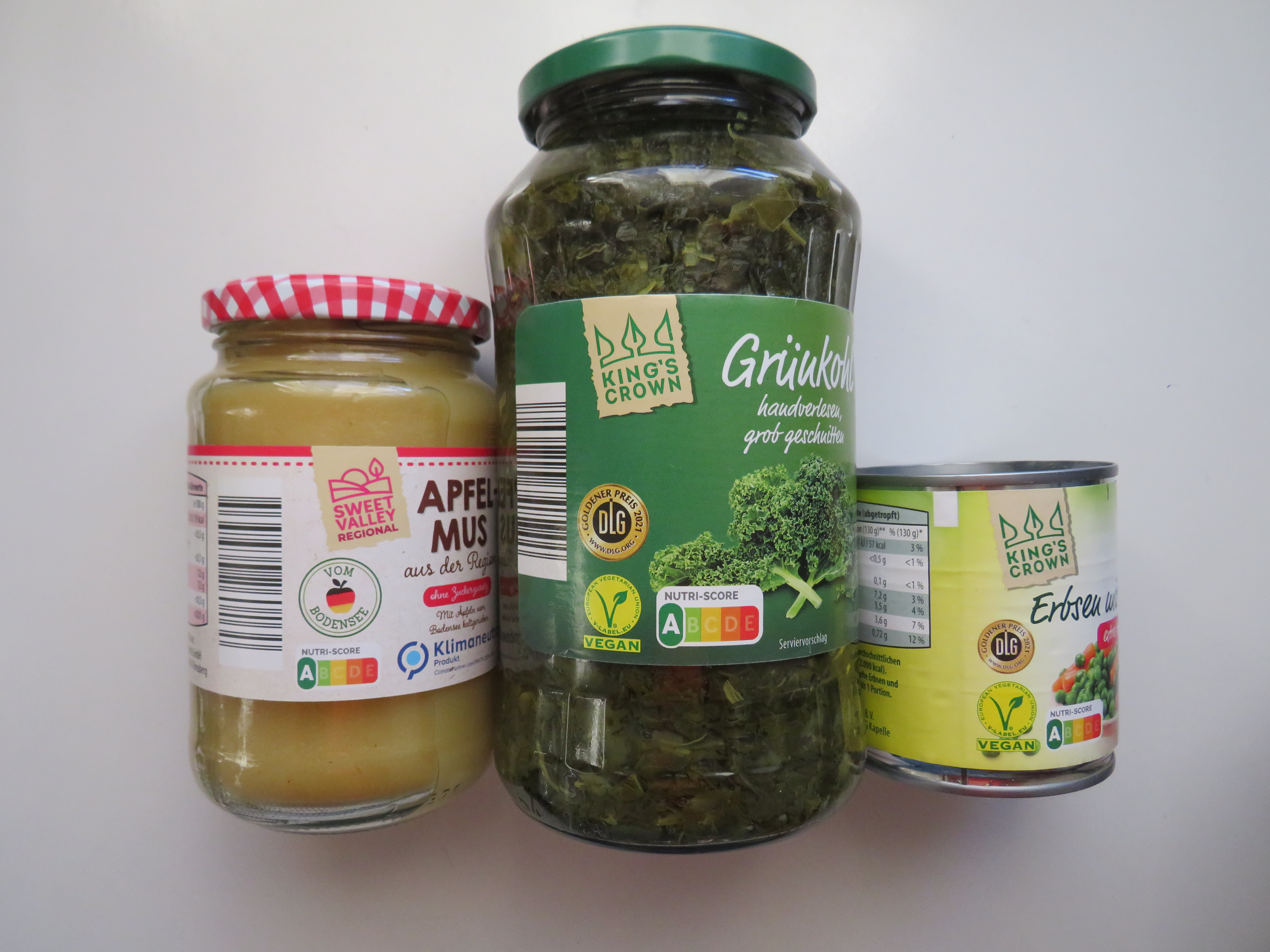
Produkte mit dem Nutri-Score-Emblem

In Deutschland wurde 2018 ebenfalls die Einführung einer Ampelkennzeichnung diskutiert, von der zuständigen Ministerin Julia Klöckner aber zunächst verworfen. Stattdessen beauftragte das Bundesministerium für Ernährung und Landwirtschaft (BMEL) das Max Rubner-Institut, die bestehenden Systeme zur Kennzeichnung von Nährwerten zu bewerten und ein eigenes System zu erarbeiten. Dieses sollte im Laufe des Jahres im Vergleich zum Nutri-Score und anderen Systemen von Verbrauchern getestet werden. Auf Basis der Ergebnisse dieser qualitativen und quantitativen Verbraucherbefragung kündigte Julia Klöckner im September 2019 schließlich einen Verordnungsentwurf für die Einführung des Nutri-Score in Deutschland an. Unternehmen sollen aber freiwillig entscheiden können, ob sie das Verfahren einsetzen, da die Lebensmittel-Informationsverordnung (LMIV) den freien Warenverkehr innerhalb der Europäischen Union schützt. Daher musste die deutsche Verordnung von der Europäischen Kommission notifiziert werden. Sie gilt seit November 2020.
Vor dem Hintergrund der Debatte um die Einführung in Deutschland erreichte die Erklärung von Danone und Iglo, den Nutri-Score einzuführen, größere Aufmerksamkeit. Im Februar 2019 brachte Danone erstmals Fruchtzwerge mit Nutri-Score auf den Markt. Zeitgleich veröffentlichte Iglo den Nutri-Score aller 140 Produkte auf der eigenen Website. Im April erließ das Landgericht Hamburg eine einstweilige Verfügung gegen die Einführung des Nutri-Score bei Iglo, da es sich um sogenannte Health Claims handle. Das Unternehmen legte Berufung gegen die Entscheidung ein und einigte sich schließlich außergerichtlich mit dem sogenannten Schutzverband gegen Unwesen in der Wirtschaft.
Im Jahr 2019 startete der Europäische Verbraucherverband (BEUC) in Zusammenarbeit mit sieben nationalen Verbraucherschutzverbänden eine europäische Bürgerinitiative zur Unterstützung des Verfahrens. Die Europäische Kommission sollte verpflichtet werden, sich mit einer verpflichtenden Einführung des Nutri-Score in der gesamten Europäischen Union zu befassen. Diese Initiative wurde am 20. April 2020 zurückgezogen.
Im März 2021 startete ALDI mit dem Nutri-Score und erklärte, schrittweise seine Nahrungsmittel-Eigenmarken so kennzeichnen zu wollen, um sie so besser vergleichbar zu machen. Auch LIDL, REWE und Edeka haben oder wollen ihre Lebensmittel ebenso mit diesem Label versehen.

## Verfahren
Für 100 g oder 100 ml eines Lebensmittels wird der Nutriscore berechnet. Mit Hilfe von Tabellen erhält das Produkt positive Punkte je nach Gehalt von Eiweiß, Ballaststoffen, Gemüse, Früchten, Nüssen und gesunden Ölen; und negative Punkte, je nachdem, ob viel Zucker, Natrium und gesättigte Fettsäuren enthalten sind oder das Produkt eine hohe Energiedichte aufweist. Je nach Anzahl der positiven Punkte sowie Gehalt von Gemüse und Früchten kann die Punktezahl angepasst werden. Die positiven Punkte werden schließlich mit den negativen Punkten verrechnet. Ist die Punktzahl niedrig, ist das Lebensmittel laut Nutriscore gesünder als eines mit hoher Punktzahl. Käse, zugesetzte Fette wie Öle und Getränke sind jedoch Sonderfälle. Die Tabellen und Berechnungsregeln werden für diese angepasst.

### Gedankenführung
Die Ermittlung des Nutri-Score erfolgt auf Basis der Nährwertangaben für 100 Gramm, beziehungsweise 100 ml bei Getränken und Suppen. Zur Berechnung wird die Menge bestimmter ungünstiger und günstiger Inhaltsstoffe eines Lebensmittels ermittelt und miteinander verrechnet.
|   | Lebensmittel | Getränke    |
| - | ------------ | ----------- |
| A | −15 bis 0−1  | Wasser      |
| B | 0±0 bis 0+2  | −20 bis 0+1 |
| C | 0+3 bis +10  | 0+2 bis 0+5 |
| D | +11 bis +18  | 0+6 bis 0+9 |
| E | +19 bis +40  | +10 bis +40 |

Ungünstig wirken sich aus:
- Energiegehalt
- Zucker
- gesättigte Fettsäuren
- Natriumchlorid (Salz)

Günstig dagegen wirken:
- Protein
- Ballaststoffe
- Anteil von Obst, Gemüse und Nüssen (außer wenn hoch verarbeitet, etwa als Saft oder Sirup)

Jedem Nährwertgehalt werden Punkte zugeordnet: Ungünstige Nährwerte erhalten jeweils Punkte von null bis zehn, günstige Nährwerte erhalten jeweils Punkte von null bis minus fünf. Der Eiweißgehalt wird nur bei Produkten einbezogen, die Käse sind, höchstens 10 Punkte für ungünstige Nährwerte erhalten haben oder zu mindestens 81 % aus Obst, Gemüse oder Nüssen bestehen. Nach der Verrechnung ungünstiger und günstiger Nährwerte ergibt sich eine Gesamtpunktzahl zwischen −15 und +40. Diese wird dann einer Stufe innerhalb des Nutri-Score-Systems zugeordnet. Die 5-stufige Palette reicht von „A“ (Grün) über „B“ (Hellgrün), „C“ (Gelb), „D“ (Orange) bis „E“ (Rot). Je niedriger der Nutri-Score, desto höher ist die Nährwertqualität eines Lebensmittels.
Der Nutri-Score ist auf alle verarbeiteten Lebensmittel außer aromatischen Kräutern, Tees, Kaffees und Hefen sowie auf alle Getränke außer alkoholische Getränke anwendbar. Bei Getränken gelten andere Kriterien für Energie- und Zuckergehalt und der Bonus für Obst-, Gemüse- und Nussanteil wird verdoppelt. Bei Fetten (wie etwa Butter und Pflanzenöle) wird bei den gesättigten Fettsäuren der Anteil am Gesamtfett anstelle der absoluten Menge bewertet. Bei Halbfertigprodukten, die der Verbraucher mit weiteren Zutaten (z. B. Wasser, Milch oder Eiern) zubereiten muss, werden die hinzuzufügenden Zutaten mit einbezogen.
In der Community-Datenbank Open Food Facts, die sich beispielsweise per App nutzen lässt, kann man sich über den Nutri-Score von Produkten informieren.

### Allgemeine Berechnung
Hier wird der allgemeine Berechnungsweg aufgezeigt. Für Käse, zugesetzte Fette (Öle, Butter, Rahm etc.) und Getränke gelten Sonderfälle, die im Abschnitt darunter aufgeführt werden – für diese Fälle müssen einige der Schritte und Tabellen in diesem Abschnitt angepasst werden.
Folgende Tabelle zeigt die Zuteilung negativer Punkte (N) für 100 g Lebensmittel. Der Natriumgehalt wurde berechnet, indem man den Salzgehalt durch 2,5 geteilt hat.
| Punkte | Energie (kJ) | Zucker (g) | Gesättigte Fettsäuren (g) | Natrium (mg) |
| ------ | ------------ | ---------- | ------------------------- | ------------ |
| 0      | ≤ 335        | ≤ 4,5      | ≤ 1                       | ≤ 90         |
| 1      | > 335        | > 4,5      | > 1                       | > 90         |
| 2      | > 670        | > 9        | > 2                       | > 180        |
| 3      | > 1005       | > 13,5     | > 3                       | > 270        |
| 4      | > 1340       | > 18       | > 4                       | > 360        |
| 5      | > 1675       | > 22,5     | > 5                       | > 450        |
| 6      | > 2010       | > 27       | > 6                       | > 540        |
| 7      | > 2345       | > 31       | > 7                       | > 630        |
| 8      | > 2680       | > 36       | > 8                       | > 720        |
| 9      | > 3015       | > 40       | > 9                       | > 810        |
| 10     | > 3350       | > 45       | > 10                      | > 900        |

Folgende Tabelle zeigt die Zuteilung positiver Punkte (P) für 100 g Lebensmittel. Die Ballaststoffe wurden mit der AOAC-Methode berechnet.
| Punkte | Gemüse, Hülsenfrüchte, Schalenfrüchte, Raps-, Walnuss- und Olivenöl (%) | Ballaststoffe (g) | Protein (g) |
| ------ | ----------------------------------------------------------------------- | ----------------- | ----------- |
| 0      | ≤ 40                                                                    | ≤ 0,9             | ≤ 1,6       |
| 1      | > 40                                                                    | > 0,9             | > 1,6       |
| 2      | > 60                                                                    | > 1,9             | > 3,2       |
| 3      |                                                                         | > 2,8             | > 4,8       |
| 4      |                                                                         | > 3,7             | > 6,4       |
| 5      | > 80                                                                    | > 4,7             | > 8,0       |

Die Punkte werden dann zusammengerechnet.
- Falls N ≥ 11 und die Punktzahl für Gemüse, Hülsenfrüchte, Schalenfrüchte, Raps-, Walnuss- und Olivenöl kleiner als fünf ist, dann ist der End-Score N – (P für Ballaststoffe + P für Gemüse, Hülsenfrüchte, Nüsse, Raps-, Walnuss- und Olivenöl).
- Ansonsten ist der End-Score N − P.

Der Nutriscore lässt sich dann wie folgt von Punkten in Buchstaben umwandeln:
| Feste Lebensmittel (End-Score) | Getränke (End-Score) | Buchstaben |
| ------------------------------ | -------------------- | ---------- |
| Min. bis −1                    | Wasser               | A          |
| 0 bis 2                        | Min. bis 1           | B          |
| 3 bis 10                       | 2 bis 5              | C          |
| 11 bis 18                      | 6 bis 9              | D          |
| 19 bis Max.                    | 10 bis Max.          | E          |

Im Jahr 2022 empfahl der Aktualisierungsbericht des wissenschaftlichen Gremiums des Nutri-Score folgende Änderungen des Hauptalgorithmus:
„Im Hauptalgorithmus
- Eine modifizierte Zuckerkomponente, die eine Punkteskala verwendet, die sich an der FIC-Verordnung von 3,75 % des 90-g-Referenzwerts orientiert, mit bis zu 15 Punkten [1].
- eine geänderte Salzkomponente, bei der eine an die FIC-Verordnung angepasste Punkteskala von 3,75 % des Referenzwerts von 6 g verwendet wird, mit bis zu 20 Punkten
- Eine geänderte Ballaststoffkomponente unter Verwendung einer Punkteskala von 3,75 % des Referenzwerts von 30 g (wie in verschiedenen EU-Ländern empfohlen) und mit einem Ausgangspunkt, der auf den Wert festgelegt ist, der der Claims-Verordnung für die Angabe „Quelle von Ballaststoffen“ entspricht, mit bis zu 5 Punkten.
- Eine modifizierte Proteinkomponente mit einer Punkteskala, die sich an der Claims-Verordnung für die „Proteinquelle“ von 3,75 % des Referenzwerts von 64 g orientiert, mit bis zu 7 Punkten.
- Eine geänderte Komponente „Obst, Gemüse, Hülsenfrüchte“, wobei Nüsse und Öle aus den Zutaten, die für diese Komponente in Frage kommen, gestrichen werden
- Vereinfachung der endgültigen Berechnung durch Streichung der Ausnahmeregelung für die Eiweißobergrenze für Erzeugnisse mit A-Punkten ≥11 und Obst- und Gemüsepunkten ≥5
- Ein geänderter endgültiger Schwellenwert zwischen A und B, der auf −1/0 Punkte festgelegt wird.

[…]
Spezielle Regeln für rote Fleischerzeugnisse im Rahmen des Hauptalgorithmus für allgemeine Lebensmittel
- Basierend auf ihrer Position im FBDG
- Eine geänderte Proteinkomponente mit einer Verringerung der maximalen Punktzahl für rotes Fleisch und dessen Erzeugnisse, die proportional zum Verhältnis des Häm-Eisen-Gehalts zum Gesamteisengehalt in Fleisch und Erzeugnissen ist und daher auf maximal 2 Punkte für Proteine festgelegt wurde“[68]

### Sonderfälle

#### Käse
Bei Käse wird der End-Score immer als N − P berechnet, egal, welchen Wert N hat.

#### Zugesetzte Fette
Bei den zugesetzten Fetten, das sind zum Beispiel Öle oder Butter, muss die Spalte für gesättigte Fettsäuren wie folgt abgeändert werden:
| Punkte | Verhältnis Gesättigte Fettsäuren/ Gesamtfett (%) |
| ------ | ------------------------------------------------ |
| 0      | < 10                                             |
| 1      | < 16                                             |
| 2      | < 22                                             |
| 3      | < 28                                             |
| 4      | < 34                                             |
| 5      | < 40                                             |
| 6      | < 46                                             |
| 7      | < 52                                             |
| 8      | < 58                                             |
| 9      | < 64                                             |
| 10     | ≥ 64                                             |

Im Jahr 2022 empfahl der Aktualisierungsbericht des wissenschaftlichen Gremiums des Nutri-Score folgende Änderungen des Algorithmus in der Komponente „Fette, Öle, Nüsse und Samen“:
- "Aufnahme von Nüssen und Samen in diese Kategorie auf der Grundlage ihrer ernährungsphysiologischen Zusammensetzung in Fetten
- Eine geänderte Energiekomponente, die als Komponente „Energie aus gesättigten Fettsäuren“ mit einer Punkteskala von 120 kJ/Punkt festgelegt wird.
- ein geänderter Schwellenwert für die Berücksichtigung von Proteinen, der auf 7 Punkte festgelegt wird
- Eine geänderte Komponente „Obst, Gemüse und Hülsenfrüchte“, wobei Öle aus Zutaten, die für diese Komponente in Frage kommen, ebenfalls berücksichtigt werden (z. B. Avocado und Oliven)
- Ein geänderter endgültiger Schwellenwert zwischen A und B, der auf −6/−5 festgelegt wird."

#### Getränke
Bei den Getränken werden die Spalten wie folgt abgeändert:
| Punkte | Energiedichte (kJ/100 g oder 100 ml) | Zucker (g/100 g oder 100 ml) | Obst, Gemüse, Hülsenfrüchte, Schalenfrüchte, Raps-, Walnuss- und Olivenöle (%) |
| ------ | ------------------------------------ | ---------------------------- | ------------------------------------------------------------------------------ |
| 0      | = 0                                  | = 0                          | ≤ 40                                                                           |
| 1      | ≤ 30                                 | ≤ 1,5                        |                                                                                |
| 2      | ≤ 60                                 | ≤ 3                          | > 40                                                                           |
| 3      | ≤ 90                                 | ≤ 4,5                        |                                                                                |
| 4      | ≤ 120                                | ≤ 6                          | > 60                                                                           |
| 5      | ≤ 150                                | ≤ 7,5                        |                                                                                |
| 6      | ≤ 180                                | ≤ 9                          |                                                                                |
| 7      | ≤ 210                                | ≤ 10,5                       |                                                                                |
| 8      | ≤ 240                                | ≤ 12                         |                                                                                |
| 9      | ≤ 270                                | ≤ 13,5                       |                                                                                |
| 10     | > 270                                | > 13,5                       | > 80                                                                           |

1. ↑  Ein Getränk kann nicht weniger als 0 Gramm Zucker enthalten. Darum wurde das ≤-Zeichen, das im Beleg[67] an dieser Stelle stand, durch ein Gleichheitszeichen ersetzt.

## Nutzungsregeln

Einführung des Nutri-Score in Europa
Regierung hat sich dafür ausgesprochen
Freiwillige Nutzung seitens der Hersteller
Keine Daten
Regierung ist dagegen

Die Marke „Nutri-Score“ ist als Unionsmarke der Agence nationale de santé publique (Wort- und Bildformen) in allen Mitgliedsstaaten der Europäischen Union geschützt. Ihre Verwendung ist nicht verpflichtend, sondern freiwillig und bedarf einer Anmeldung bei der Agence nationale de santé publique. Sie hat einen Standard für die Verwendung des Nutri-Score-Logos erlassen. Nach der Anmeldung haben Unternehmen zwei Jahre Zeit, alle Produkte mit dem Nutri-Score auszuzeichnen, das heißt ohne Ausnahme für Produkte mit einem ungünstigen Nutri-Score-Wert.
Der Nutri-Score unterscheidet Lebensmittel nach den folgenden Kategorien:
1. Allgemeine Lebensmittel (inkl. Rotes Fleisch und Käse)
2. Fette, Öle, Nüsse und Saaten
3. Getränke

## Bewertung und Kritik
Wissenschaftliche Studien zeigen, dass Nutri-Score im Vergleich zu anderen Nährwertkennzeichnungssystemen für Verbraucher leichter verständlich ist. Eine Studie des Centre de recherche pour l’étude et l’observation des conditions de vie (Forschungszentrum zur Untersuchung und Beobachtung der Lebensbedingungen) aus dem Jahr 2017 zeigte, dass die Mehrzahl der Befragten den Nutri-Score für leicht nachvollziehbar hielt. In Deutschland befürworteten in einer 2020 durchgeführten Umfrage 89 % der Verbraucher die Kennzeichnung mit dem Nutri-Score.
Die unabhängige französisch-belgische Prüforganisation  Testachats / Testachats santé befürwortete generell den Nutri-Score, bemängelte aber die fehlende Berücksichtigung von Zusätzen wie Süß- und Farbstoffen oder Konservierungsmitteln. Ähnlich äußerte sich die deutsche Verbraucherzentrale Hamburg, die zusätzlich eine Beachtung der regionalen Herkunft oder des ökologischen Anbaus fordert. Der Nutri-Score sei daher zwar „ein gutes Hilfsmittel“, beantworte aber nicht alle Ernährungsfragen.
Eine 2023 durchgeführte Studie der französischen Verbraucherschutzorganisation UFC-Que Choisir stellt fest, dass der Nutri-Score insbesondere in den Kategorien Müsliriegel, Spezial- und Feingebäck und Frühstücksflocken zu erheblich gesünderen Rezepturen geführt hat.
Der Lebensmittelverband Deutschland steht Systemen wie dem Nutri-Score ablehnend gegenüber, weil diese nicht ausreichend seien, und hat im April 2019 einen eigenen Vorschlag einer deutschen Nährwertkennzeichnung veröffentlicht. Die französische Agence nationale de sécurité sanitaire de l’alimentation, de l’environnement et du travail (Nationale Agentur für Gesundheitsschutz bei Lebensmitteln, in der Umwelt und am Arbeitsplatz) erkennt darüber hinaus keine ausreichende Evidenz für die Nährwertrelevanz von Nährwertinformationssystemen einschließlich des Nutri-Score. Dem halten Ärzte und andere Befürworter entgegen, der Konsum von fetthaltigen, salzigen, zuckerhaltigen und verarbeiteten Lebensmitteln könne das Krankheitsrisiko erhöhen.
Die Einordnung des Zuckergehalts wird als zu freizügig kritisiert. Vor allem bei Kinderprodukten sei das ein Problem. Als Referenzwert für Zucker sind 90 Gramm pro Tag angesetzt. Jedoch empfiehlt die Weltgesundheitsorganisation (WHO) maximal 50 Gramm und optimalerweise nur 25 Gramm.
Die Verwendung des Nutri-Score bei den Caffe Latte-Produkten von Emmi führte zu Kritik, da diese trotz des hohen Zuckergehalts mit einem grünen B ausgezeichnet wurden. Das BLV suche nach einer Lösung.
Die Verrechnung gesunder und ungesunder Inhaltsstoffe kann dazu führen, dass Hersteller den Nutri-Score ihrer Produkte verbessern, indem sie z. B. zu besonders zuckerhaltigen Produkten Proteine oder lösliche Ballaststoffe hinzufügen, welche die negative Auswirkung des Zuckers auf den Nutri-Score rechnerisch reduzieren.
Auch gehen Hersteller bei der Ermittlung des Nutri-Scores teilweise nicht vom eigentlichen, von ihnen vertriebenen Produkt (z. B. Kakaopulver), sondern von dem vom Verbraucher fertig zubereiteten Produkt (Kakao) aus und rechnen dadurch die günstige Auswirkung der vom Verbraucher hinzugefügten Milch ihrem eigenen Produkt zu. Unterstellt der Hersteller dabei, dass der Verbraucher das Endprodukt besonders „günstig“ zubereitet – etwa, indem er nur eine geringe Menge des Kakaopulvers verwendet und dem Pulver fettarme Milch hinzufügt –, führt dies zu einer zusätzlichen Verzerrung. Verwendet der Verbraucher bei der Zubereitung des Kakaos tatsächlich mehr Kakaopulver und/oder Milch mit einem höheren Fettanteil als vom Hersteller unterstellt, ist der von dem Hersteller behauptete Nutri-Score für das Endprodukt nicht mehr zu erreichen. Der Gehalt an Vitaminen und Mineralstoffen wird bei der Bewertung nicht berücksichtigt. Zwar wirkt es sich positiv auf den Nutri-Score aus, wenn Obst und Gemüse enthalten sind. In Fertigprodukten sind Gemüse und Früchte aber oft so stark verarbeitet, dass viele Vitamine verloren gehen. Verschiedene Produktgruppen wie Joghurt und Müsli anhand des Nutri-Scores miteinander zu vergleichen ist hingegen nicht sinnvoll.
Das deutsche Bundesministerium für Ernährung und Landwirtschaft spricht sich für eine EU-weite Einführung des Nutri-Score aus und stößt damit auf Kritik in einzelnen EU-Staaten.